# Nusretiye, Karamürsel
Nusretiye là một xã thuộc huyện Karamürsel, tỉnh Kocaeli, Thổ Nhĩ Kỳ. Dân số thời điểm năm 2010 là 68 người.